# Kommunalwahlen in Litauen 2019
Die Gemeinderatswahlen und Bürgermeisterwahlen in Litauen 2019 waren Kommunalwahlen, die am 3. März 2019 und am 17. März 2019 in Litauen stattfanden. Notwendige Stichwahlen für Bürgermeisterwahlen wurden am 17. März 2019 organisiert.
Der Termin wurde durch die Oberste Wahlkommission (VRK) festgesetzt.
Insgesamt wurden 1502 Ratsmitglieder ausgewählt werden. Unter den Kandidaten waren folgende Familiennamen am häufigsten: Kazlauskas (27), Žukauskas (25), Adomaitis und Stankevičius (je 22), Balčiūnas und Jankauskas (je 21), Vasiliauskas (20).
Unter den Kandidatinnen waren Kazlauskienė (18), Urbonienė (15), Vasiliauskienė (14), Stankevičienė (13); Navickienė und Paulauskienė (je 12). 44 Kandidaten hatten keine litauische Staatsangehörigkeit. Die jüngste Ratskandidatin war Eglė Vizbaraitė (* 9. Februar 2001) aus der Rajongemeinde Jonava und der älteste Kandidat war 90 Jahre und kam aus Ukmergė.  Das jüngste Ratsmitglied wurde Leichtathletin Eglė Zarankaitė (* 2000) in der Rajongemeinde Utena.

## Bürgermeisterwahlen
Insgesamt wurden 60 Bürgermeister in den Rajon- und Stadtgemeinden bei den direkten Wahlen gewählt.
Am 3. März 2019 wurden 19 Bürgermeister ausgewählt.
Am 17. März 2019 wurde der 2. Wahlgang organisiert.
Zwei Seimas-Mitglieder, Bronius Markauskas und Vitalijus Gailius, verließen das litauische Parlament und wurden Bürgermeister von entsprechenden Rajongemeinden, wo sie  ausgewählt wurden.
Der jüngste Bürgermeister wurde Dovydas Kaminskas (* 1989) in der Rajongemeinde Tauragė. Der zweitjüngste Bürgermeister wurde Povilas Isoda (* 1988) in Marijampolė, der drittjüngste Andrius Bautronis (* 1987) in der Rajongemeinde Raseiniai und die viertjüngste Ausma Miškinienė (* 1986) in Lazdijai.

## Bürgermeister
Am 3. März 2019 (im 1. Wahlgang) ausgewählte 19 Bürgermeister:
| Nr. | Gemeinde       | Bürgermeister          | Partei                                                                                      |
| --- | -------------- | ---------------------- | ------------------------------------------------------------------------------------------- |
| 1.  | Akmenė         | Vitalijus Mitrofanovas | Lietuvos socialdemokratų partija (LSDP)                                                     |
| 5.  | Birštonas      | Nijolė Dirginčienė     | LSDP                                                                                        |
| 6.  | Biržai         | Vytas Jareckas         | Lietuvos valstiečių ir žaliųjų sąjunga                                                      |
| 7.  | Druskininkai   | Ričardas Malinauskas   | Visuomeninis rinkimų komitetas „Už Druskininkus su Ričardu Malinausku“                      |
| 10. | Jonava         | Mindaugas Sinkevičius  | LSDP                                                                                        |
| 11. | Joniškis       | Vitalijus Gailius      | Lietuvos Respublikos liberalų sąjūdis (LRLS)                                                |
| 15. | Kaunas         | Visvaldas Matijošaitis | Visuomeninis rinkimų komitetas „Vieningas Kaunas“                                           |
| 16. | Rajon Kaunas   | Valerijus Makūnas      | LSDP                                                                                        |
| 28. | Neringa        | Darius Jasaitis        | LSDP                                                                                        |
| 31. | Palanga        | Šarūnas Vaitkus        | Tėvynės sąjunga – Lietuvos krikščionys demokratai (TS-LKD)                                  |
| 34. | Pasvalys       | Gintautas Gegužinskas  | TS-LKD                                                                                      |
| 39. | Rietavas       | Antanas Černeckis      | LRLS                                                                                        |
| 42. | Šakiai         | Edgaras Pilypaitis     | TS-LKD                                                                                      |
| 43. | Šalčininkai    | Zdzislav Palevič       | Lietuvos lenkų rinkimų akcija – Krikščioniškų šeimų sąjunga, Politinė partija Rusų aljansas |
| 44. | Šiauliai       | Artūras Visockas       | Visuomeninis rinkimų komitetas „Artūro Visocko sąrašas Dirbame miestui“                     |
| 45. | Rajon Šiauliai | Antanas Bezaras        | Lietuvos valstiečių ir žaliųjų sąjunga                                                      |
| 48. | Širvintos      | Živilė Pinskuvienė     | Visuomeninis rinkimų komitetas „Živilės Pinskuvienės komanda – už sėkmingą Širvintų kraštą“ |
| 49. | Švenčionys     | Rimantas Klipčius      | Lietuvos laisvės sąjunga (liberalai)                                                        |
| 58. | Rajon Vilnius  | Marija Rekst           | Lietuvos lenkų rinkimų akcija – Krikščioniškų šeimų sąjunga, Politinė partija Rusų aljansas |